# Emer Kenny
Emer Kenny (Haringey, 10 ottobre 1989) è un'attrice e sceneggiatrice britannica.

## Carriera
Kenny ha fatto il suo debutto nel 2007 nel dramma televisivo della BBC Coming Down the Mountain  e nel 2009 ha fatto il suo debutto cinematografico in Lesbian Vampire Killers di Phil Claydon. Ha anche interpretato il ruolo di Kate in una produzione improvvisata della BBC chiamata Freefall, scritta e diretta da Dominic Savage, proiettata nel 2009. Nel gennaio 2010 Kenny ha iniziato a recitare in EastEnders: E20 (spin-off di EastEnders) nel ruolo di Zsa Zsa Carter. Kenny è stato scelta per il ruolo di Zsa Zsa dopo aver scritto il secondo episodio di EastEnders: E20 . Una seconda serie di EastEnders: E20 è stata annunciata nell'aprile 2010, con Kenny che torna come scrittrice, anche se è stato annunciato il mese successivo che si sarebbe fatto in modo che lei tornasse a recitare. Ha fatto la sua ultima apparizione il 30 settembre 2010.
Nel 2010 Kenny è stata dipinta da Rolf Harris nelle vesti di Titania di Sogno di una notte di mezza estate di Shakespeare per un'edizione di BBC TV Arena ( 'Rolf Harris dipinge il suo sogno').
Kenny ha scritto un ulteriore episodio di EastEnders: E20 per la terza serie nel 2011 ed è stata selezionata come la scrittrice più giovane di sempre della BBC Writers Academy, dove si è formata per scrivere programmi come EastEnders, Casualty, Holby City e Doctors . Il suo primo episodio di EastEnders come sceneggiatrice è stato trasmesso l'8 maggio 2012.
Si è unita al cast di Beaver Falls di E4 per la sua seconda serie, interpretando il personaggio di Hope. La seconda serie è stata trasmessa all'inizio di agosto 2012 e l'episodio finale all'inizio di settembre 2012. È stato annunciato il 22 settembre 2012 che il dramma non sarebbe stato ripresentato.
Nel 2011 è stata scelta per il ruolo di Danielle Reeves nel film drammatico della BBC Three Pramface insieme alla sua co-protagonista di Beaver Falls Scarlett Alice Johnson. Pramface è stato proiettato alla fine di febbraio 2012  ed è stato ben accolto, tanto che la seconda serie è stata commissionata dalla BBC prima ancora che la prima serie fosse stata finita di trasmettere. Ha mantenuto il suo ruolo per la seconda serie, che è stata trasmessa nel 2013 su BBC One. Ha mantenuto il suo ruolo anche per la terza serie che è andata in onda alla fine di febbraio 2014.
Ha interpretato il ruolo di Rachel al fianco di Matthew Crosby, Ben Clark e Tom Parry nella prima serie della sitcom della BBC Three Badults trasmessa nell'estate del 2013. Fu commissionata una seconda serie, ma fu annunciato che Kenny non ci sarebbe stata.
Nel 2016 Emer Kenny ha lavorato come sceneggiatrice per la soap irlandese Red Rock per alcuni episodi.
Nel 2017 è entrata a far parte del cast della serie TV della BBC Padre Brown nel ruolo di Penelope "Bunty" Windermere, la nipote ribelle di Lady Felicia.

## Vita privata
Kenny è nata nel quartiere londinese di Haringey  Ha origini gallesi e irlandesi .
Kenny ha sposato il conduttore televisivo Rick Edwards nel 2016.

## Filmografia
| Anno          | Titolo                   | Ruolo            | Appunti                                        |
| ------------- | ------------------------ | ---------------- | ---------------------------------------------- |
| 2007          | Scendendo dalla montagna | Gail             |                                                |
| 2009          | Freefall                 | Kate             |                                                |
| 2009          | Lesbian Vampire Killers  | Rebecca          | Film                                           |
| 2010          | EastEnders               | Zsa Zsa Carter   | 56 episodi                                     |
| 2010          | EastEnders: E20          | Zsa Zsa Carter   | Serie 1, 12 episodi <br /> Serie 2, episodio 1 |
| 2011          | Eric ed Ernie            | Joan Bartlett    | Film televisivo                                |
| 2012-2014     | Pramface                 | Danielle Reeves  |                                                |
| 2012          | Beaver Falls             | Speranza         | Serie 2                                        |
| 2013          | Badults                  | Rachel           | Serie 1                                        |
| 2014          | Siblings                 | Izzy             | Serie 1, episodio 4                            |
| 2017-presente | Padre Brown              | Bunty Windermere | Ruolo principale                               |

| Anno      | Titolo          | Episodi)                                                                                 |
| --------- | --------------- | ---------------------------------------------------------------------------------------- |
| 2010-2011 | EastEnders: E20 | - Stagione 1, episodio 2 - Stagione 2, episodio 1 - Stagione 3, episodio 3               |
| 2012-2014 | EastEnders      | - Episode 4423 (8 May 2012) - Episode 4724 (7 October 2013) - Episode 4883 (3 July 2014) |
| 2012      | Doctors         | "A Lighter Note" (10 ottobre 2012)                                                       |
| 2012      | Holby City      | "After the Party" (27 novembre 2012)                                                     |
| 2016      | Red Rock        | Episodio 3.5                                                                             |
| 2018      | Harlots         | Episodio 2.4                                                                             |
| 2020      | Save me         | Episodio 2.3                                                                             |